# Sniper 2
Sniper 2 ist ein Film von Craig R. Baxley, gedreht im Jahr 2002 in Ungarn, produziert in den USA. Es handelt sich um die Fortsetzung von Sniper – Der Scharfschütze aus dem Jahre 1993.

## Handlung
Die CIA beauftragt den Ex-Marine Thomas Beckett mit der Tötung eines Generals, der für ethnische Massaker im Kosovo verantwortlich ist. John Cole, ein ehemaliger Scharfschütze der Armee, ist sein Teampartner. Dessen Aufgabe ist die Befreiung des Regimekritikers Pavel. Auch Sophia, eine Kontaktperson, stößt dazu. Beckett tötet den General mit einem Schuss in die Brust. Beide flüchten daraufhin in einer Straßenbahn. Unterwegs rammen sie ein Polizeiauto, dann fliehen sie zu Fuß. Cole wird festgenommen. Beckett kann entkommen und trifft sich mit Sophia und ihren zwei Brüdern. Dabei erhält er eine Schusswaffe. Die vier verbünden sich und befreien Cole zusammen mit Pavel, auf ihrem Weg in ein Hochsicherheitsgefängnis. Auf ihrer Flucht werden sie von der Armeedivision des toten Generals gestellt. Sophias Brüder sterben im Schusswechsel. Pavel, Sophia, Cole und Beckett gelingt die Flucht, Sophia verlässt dabei das Team. Die Übrigen können sich zu einem Freund Pavels durchschlagen, der sie allerdings verrät. Sie flüchten erneut. Schließlich werden sie von einem anderen Scharfschützen gestellt. Cole wird dabei schwer verletzt, Beckett kann den Schützen besiegen. Ein Hubschrauber holt das Trio ab. Cole stirbt noch im Helikopter an den Folgen der Verletzung.

## Kritiken
- David Cornelius in Hollywood Bitchslap: „Gehirnlose Action.“
- Bill Gibron schrieb in DVD Verdict: „Unerfüllte Versprechungen.“

## Auszeichnungen
- 2003: Nominierung für den Motion Picture Sound Editors Award

## Fortsetzungen
2004 folgte die Fortsetzung Sniper 3, wieder mit Tom Berenger in der Hauptrolle. Der Film wurde auf VHS und DVD veröffentlicht. Sniper: Reloaded entstand 2011 ohne die Beteiligung Berengers, 2014 wurde Sniper: Legacy veröffentlicht, bei der er wiederum eine tragende Rolle übernahm. Sniper: Ghost Shooter wurde 2016 veröffentlicht. 2017 folgte Sniper: Homeland Security (Sniper: Ultimate Kill).